# Anna von Hausswolff
Anna von Hausswolff (ur. jako Anna Michaela Ebba Electra von Hausswolff 6 września 1986 w Göteborgu) – szwedzka piosenkarka, keyboardzistka, autorka tekstów i kompozytorka. Jest córką kompozytora muzyki elektronicznej Carla Michaela von Hausswolffa. Jej siostra, Maria, jest operatorką filmową.

## Życiorys i kariera artystyczna

### Młodość i edukacja
Anna von Hausswolff jest córką światowej sławy artysty spod znaku sound art, kompozytora muzyki elektronicznej Carla Michaela von Hausswolffa. Ma też siostrę Marię, mieszkającą w Kopenhadze, która jest operatorką filmową. Kształciła się w gimnazjum o profilu muzycznym. Później studiowała architekturę na uniwersytecie Chalmers. 
Jesienią 2008 roku zaczęła komponować pierwsze, osobiste kompozycje na głos i fortepian oraz nagrywać. Latem 2009 roku w ramach festiwalu Way Out West dała koncert w kościele Annedal w Göteborgu.

### Debiut płytowy
5 lutego 2010 roku wydała swoją debiutancką EP-kę, Track Of Time. Zaprezentowała na niej ekspresyjny śpiew o zmiennej dynamice i emocjonalności. Album wydała niezależna wytwórnia Kning Disk. Został on dobrze przyjęty przez krytyków, którzy porównywali von Hausswolff do takich wokalistek jak, między innymi, Kate Bush i Antony Hegarty, choć ona sama stwierdziła, iż o Kate Bush nigdy wcześniej nie słyszała. 27 lutego 2010 roku dała koncert w kościele Wszystkich Świętych w Sztokholmie. Zapytana, dlaczego tematem utworu „Pills” była miłość z diabłem, wyjaśniła, iż choć nie jest wierzącą chrześcijanką, to zarazem chce w coś wierzyć, w zewnętrzny świat, na który człowiek nie ma wpływu, ale który być może wywiera wpływ na niego. Dodała, że wybór kościołów na miejsce jej koncertów był przypadkowy i nie zależał od niej. Stwierdziła jednak, że lubi występować w kościołach ze względu na ich dobrą akustykę. Do swoich ulubionych wykonawców zalicza zespół Radiohead oraz amerykańską piosenkarkę Diamandę Galás.

### Singing from The Grave(2010)
5 maja 2010 roku ukazał się jej debiutancki album Singing from The Grave. Album został wznowiony w 2012 roku (w limitowanej ilości) jako CD i LP. Pomimo poważnego tytułu, pełen jest delikatnych i melodyjnych, gotyckich ballad.

### Ceremony(2012)
Termin „gotycki” odnosi się jeszcze bardziej do kolejnego jej albumu, Ceremony, który wykazał dalszy rozwój muzyczny młodej kompozytorki i autorki tekstów. Jako główny instrument von Hausswolff wykorzystała organy kościelne kościoła w Annedal (obecne w 9 z 13 piosenek), choć grała również na fortepianie i syntezatorach, a towarzyszący jej muzycy na gitarach i perkusji. Efektem było szerokie spektrum dźwięków i kolorystyki. W muzyce zaznaczyły się różnorakie wpływy, od post-metalowego brzmienia Earth po przełomowe innowacje wokalne Diamandy Galás. Trwający godzinę album wypełniają utwory zróżnicowane gatunkowo, od rock and rolla i muzyki folk po rock progresywny. Artystka przedstawiła muzykę pomysłową choć nie pretensjonalną, poważną lecz nie przygnębiającą. Tematyka literacka piosenek obraca się wokół zaabsorbowania śmiercią, nie tylko na gruncie religii, ale też polityki, a nawet filozofii. Von Hausswolff zgłębiła w swych piosenkach to, co nieznane i nieuchronne. Jej album okazał się propozycją dojrzałą, wyrafinowaną i inteligentną, pełną poetyckiego liryzmu, ale również rozważnego instynktu.
28 czerwca 2013 roku von Hausswolff wystąpiła w II edycji Halfway Festival w Białymstoku. Wśród towarzyszących jej muzyków (keyboardzista i perkusista) znalazła się też jej siostra. Muzyka, jaką zaprezentowała, stanowiła połączenie klasycznego art rocka z ideą songwritingu. Jej występ charakteryzował się zmienną dramaturgią, budowaną przy pomocy rockowych środków wyrazu.

### The Miraculous(2015)
13 listopada 2015 roku wytwórnia Other Music Recording Co. wydała trzeci album von Hausswolff, zatytułowany The Miraculous (w Wielkiej Brytanii i Europie album został wydany nakładem wytwórni City Slang, a w Szwecji przez własną wytwórnię artystki). Album od strony muzycznej jest kontynuacją wcześniejszych poszukiwań artystki. Podobnie jak przy nagrywaniu poprzedniego albumu, tak i w tym wypadku wykorzystała ona organy, tym razem jedne z największych organów piszczałkowych w Skandynawii, znajdujące się w sali koncertowej Acusticum w Piteå. Nagrań dokonała ze swoim zespołem oraz z długoletnim producentem i współpracownikiem, Filipem Leymanem. Muzyka, jaką przynosi album, jest cięższa, ciemniejsza i bardziej niepokojąca, niż to wszystko, co von Hausswolff wydała wcześniej. Artystka powiedziała, iż główną inspiracją do nagrania tej płyty była książka Källan Waltera Ljungquista, którą przeczytała w 2013 roku podczas trasy koncertowej z zespołem Efterklang. Treścią książki jest wyprawa duchowa dzieci w poszukiwaniu czegoś świętego, ich rozczarowanie, gdy nie znaleźli tego, czego szukali, radość z poszukiwań, a także znaczenie uwolnienia się spod kontroli. Na to wszystko von Hausswolff nałożyła własne wspomnienia z dzieciństwa, określając takie poszukiwania cudem i tak też tytułując swój album: The Miraculous – Cudowny.

### Dead Magic(2018)
W 2018 roku ukazał się czwarty album studyjny Anny von Hausswolff, Dead Magic, zrealizowany z wykorzystaniem organow Kościoła Marmurowego w Kopenhadze. Został on wyprodukowany przez Randalla Dunna, który regularnie współpracuje z takimi wykonawcami jak Sunn O))), Earth czy Marissa Nadler. Album promował teledysk „The Mysterious Vanishing Of Electra”, w którym wystąpiły Siri Wigzell i Anna von Hausswolff.

### All Thoughts Fly(2020)
Pod koniec 2019 roku Anna von Hausswolff podpisała kontrakt nagraniowy z wytwórnią Southern Lord Records. We wrześniu 2020 roku nakładem wytwórni ukazał się jej piąty album, All Thoughts Fly. Jego tytuł nawiązuje do napisu na ustach posągu rzymskiego boga podziemia, Orkusa, znajdującego się w Parku Potworów, zbudowanego na zlecenie włoskiego mecenasa sztuki, Piera Francesca Orsiniego. Piękno parku rzeźb zachwyciło artystkę i zainspirowało ją do stworzenia albumu. W przeciwieństwie do poprzednich albumów, złożonych z piosenek, All Thoughts Fly jest albumem instrumentalnym, zrealizowanym w całości na organach.

### Odwołane koncerty w związku z protestami katolickich radykałów
9 grudnia 2021 roku został odwołany występ Anny von Hausswolff w paryskim kościele Saint Eustache z powodu obaw o bezpieczeństwo w związku z protestami katolików. Odwołanie koncertu było konsekwencją reakcji na poprzedni występ von Hausswolff w Nantes, gdzie grupa, określona na Twitterze przez zastępcę burmistrza miasta, Bassema Asseha, mianem „nietolerancyjnych radykałów”, zablokowała wejście do świątyni Notre-Dame de Bon-Port przed planowanym na wtorek (7 grudnia) występem artystki. Grupa stwierdziła, że muzyka von Hausswolff jest „satanistyczna” i wymusiła jego odwołanie, pomimo że został on zorganizowany we współpracy z diecezją Nantes. Von Hausswolff odpowiedziała w mediach społecznościowych, iż „skrajnie prawicowy katolicki integryzm zwyciężył nad sztuką”.  

## Styl
Anna von Hausswolff rozwija swoją twórczość zarówno w tradycyjnych ramach pieśni tekstowej, inspirowanej lekturami, naturą, miejscami nawiedzonymi przez okultyzm, starym światem, jak i w ramach wymyślonej muzyki liturgicznej, zakorzenionej tylko w jej wyobraźni. Swoje dźwiękowe eksploracje łączy z własnymi poszukiwaniami duchowymi, odwiedzając najbardziej odległe kościoły, aby eksperymentować z najrzadszymi instrumentami, takimi jak Orgel Acusticum w Piteå, eksperymentalnymi organami o 9000 piszczałek (wykorzystanymi na płycie The Miraculous) czy organami w Nowym Kościele Örgryte w Göteborgu, replice instrumentu Arpa Schnitgera, największym na świecie prototypie organów strojonych mezotonicznie.

## Dyskografia

### Albumy studyjne
Lista na podstawie Discogs:
- Singing From The Grave (2010)
- Ceremony (2012)
- Källan (Prototype) (2014; album koncertowy, wydany w limitowanym nakładzie jako LP w Wielkiej Brytanii)
- Dead Magic (2018)
- All Thoughts Fly (2020)
- Live At Montreux Jazz Festival (2022, album koncertowy)

### Single/EP
Lista na podstawie Discogs:
- „Track Of Time” (2010)
- „Funeral For My Future Children” (2010, wydany jako promo CD-R)
- „Mountains Crave” (2013, wydany jako promo CD-R)
- „An Oath” ‎(2015, wydany jako promo CD-R)
- „Källan” (Betatype) (2016)
- „Stranger” ‎(2016, wydany jako promo CD-R)